# Eleonore Staimer
Eleonore (Lore) Staimer (geborene Pieck; verheiratete Springer; * 14. April 1906 in Bremen; † 7. November 1998 in Berlin) war eine Diplomatin der DDR und Tochter des Präsidenten der DDR Wilhelm Pieck.

## Leben
Als Tochter des KPD-Führers Wilhelm Pieck arbeitete sie nach dem Besuch der Volksschule als Stenotypistin. 1920 trat sie der KPD bei und wurde 1923 Sekretärin im Zentralkomitee der KPD. Gleichzeitig war sie Mitarbeiterin der KPD-Fraktion im Preußischen Landtag. 1930 ging sie als Mitarbeiterin zur sowjetischen Handelsvertretung in Berlin, arbeitete 1932 auch im Volkskommissariat für Außenhandel in Moskau. Nach der Machtergreifung der Nationalsozialisten 1933 ging sie ins Moskauer Exil und war in der „Internationalen Roten Hilfe“ (IRH) tätig.  Nach dem deutschen Überfall auf die Sowjetunion wurde sie 1941 nach Ufa evakuiert und war 1941/42 Kursant an der Komintern-Schule in Kuschnarenkowo. Später war sie redaktionelle Mitarbeiterin am Sender des Nationalkomitees Freies Deutschland in Moskau.
Am 28. Mai 1945 kehrte sie mit ihrer Schwägerin Grete Lode-Pieck nach Deutschland zurück und begann eine kurzzeitige Tätigkeit in der Redaktion der Deutschen Zeitung in Stettin. Bis August 1945 war sie in der KPD-Landesleitung Mecklenburg in Schwerin stellvertretende Leiterin der Kulturabteilung. Danach war sie bis 1949 Leiter der Geschäftsabteilung des Sekretariats bzw. Zentralsekretariats der KPD/SED. Nach der Gründung der DDR im Oktober 1949 fand sie eine Anstellung als Leiterin der Hauptabteilung Außenhandel im Ministerium für Außenhandel und Materialversorgung.  Von Oktober 1953 bis Januar 1957 war sie Staatssekretär und stellvertretende Ministerin in diesem Ministerium. Im Januar 1958 wechselte sie in den Diplomatischen Dienst und wurde Gesandte der DDR in Jugoslawien. Von Oktober 1966 bis Februar 1969 war sie erste Botschafterin der DDR in Jugoslawien. Anschließend war sie bis Oktober 1970 Mitarbeiterin des Ministeriums in Berlin. Ab 1. November 1970 war sie dann Stellvertreter des Generaldirektors des Reisebüros der DDR für den Bereich Internationale Fremdenverkehrsbeziehungen, Öffentlichkeitsarbeit und Marktforschung. 1975 wurde sie pensioniert und war dann als Mitglied des Bezirkskomitees Berlin der Antifaschistischen Widerstandskämpfer der DDR tätig.

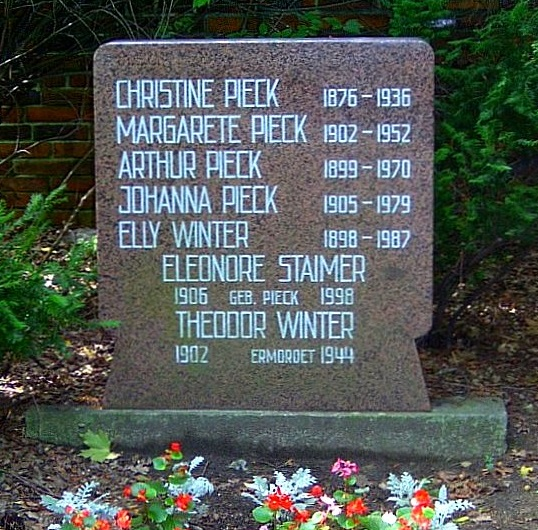
Grabstein in der Grabanlage Pergolenweg der Gedenkstätte der Sozialisten in Berlin

## Privates
Sie war von 1939 bis 1945 mit Josef Springer verheiratet, einem Mitarbeiter im EKKI und in zweiter Ehe von 1947 bis 1954 mit Richard Staimer. Ihre Urne wurde im Familiengrab in der Gräberanlage „Pergolenweg“ des Berliner Zentralfriedhofs Friedrichsfelde beigesetzt.

## Auszeichnungen
- 1964 Banner der Arbeit
- 1966 Vaterländischer Verdienstorden in Gold
- 1971 Ehrenspange zum Vaterländischen Verdienstorden in Gold
- 1976 Stern der Völkerfreundschaft in Gold
- 1981 Karl-Marx-Orden
- 1985 Medaille „40. Jahrestag des Sieges im Großen Vaterländischen Krieg 1941–1945“[1]